# César/Bestes Filmplakat
Der César in der Kategorie Bestes Filmplakat (Meilleure affiche) wurde zwischen 1987 und 1990 verliehen. Die Mitglieder der Académie des Arts et Techniques du Cinéma vergeben ihre Auszeichnungen für die besten Filmproduktionen und Filmschaffenden rückwirkend für das vergangene Kinojahr.
Im Jahr 1990 wurde zum letzten Mal ein César in dieser Kategorie vergeben, da es als sehr schwierig empfunden wurde den wirklichen Schöpfer eines Filmplakats zu belohnen: jener oder jene, die die Idee entwickelt hatten, oder jener oder jene, die es verwirklicht hatten (z. B. Werbeagenturen, unabhängige Werbegrafiker usw.). Zudem wurden zahlreiche Filmplakate ausländischer und vor allem US-amerikanischer Filme importiert, was die präzise Zuordnung einer Person zu einem Plakat zusätzlich erschwerte.
Die unten aufgeführten Filme werden mit ihrem deutschen Verleihtitel (sofern ermittelbar) angegeben, danach folgt in Klammern in kursiver Schrift der französische Originaltitel. Die Nennung des französischen Originaltitels entfällt, wenn deutscher und französischer Filmtitel identisch sind. Die Gewinner stehen hervorgehoben an erster Stelle.

## 1980er-Jahre
1986
Michel Landi – Tee im Harem des Archimedes (Le Thé au harem d'Archimède)
Benjamin Baltimore – Gefahr im Verzug (Péril en la demeure)
Benjamin Baltimore – Ran
Bernard Bernard – Subway
Zorane Jovanovic – Der Smaragdwald (The Emerald Forest)

1987
Christian Blondel – Betty Blue – 37,2 Grad am Morgen (37° 2 le matin)
André François – Max mon amour
Michel Jouin – Jean Florette (Jean de Florette)
Michel Jouin – Manons Rache (Manon des sources)
Claude Millet und Denise Millet – Ich hasse Schauspieler! (Je hais les acteurs)
Gilbert Raffin – Thérèse

1988
Sadi Nouri und Stéphane Bielikoff – Ein unzertrennliches Gespann (Tandem)
Benjamin Baltimore und Luc Roux – Die Sonne Satans (Sous le soleil de Satan)
Philippe Lemoine – Der letzte Kaiser (The Last Emperor)
Philippe Lemoine – A Man in Love (Un homme amoureux)

1989
Annie Miller, Luc Roux und Stéphane Bielikoff – Die kleine Diebin (La Petite Voleuse)
Benjamin Baltimore – Die Vorleserin (La Lectrice)
Anabi Leclerc, Daniel Palestrani und Jean Grimal – Ein turbulentes Wochenende (Les Saisons du plaisir)
Malinovski – Im Rausch der Tiefe (Le Grand bleu)
Denise Millet, Claude Millet und Christian Blondel – Der Bär (L'Ours)

## 1990er-Jahre
1990
Jouineau, Bourdugue und Gilles Jouin – Cinema Paradiso (Nuovo cinema Paradiso)
Dominique Bouchard – Weiße Hochzeit (Noce blanche)
Anahi Leclerc – Die Verlobung des Monsieur Hire (Monsieur Hire)
Laurent Lufroy und Laurent Pétin – Valmont
Sylvain Mathieu – Zu schön für Dich (Trop belle pour toi)